# Amt Usingen

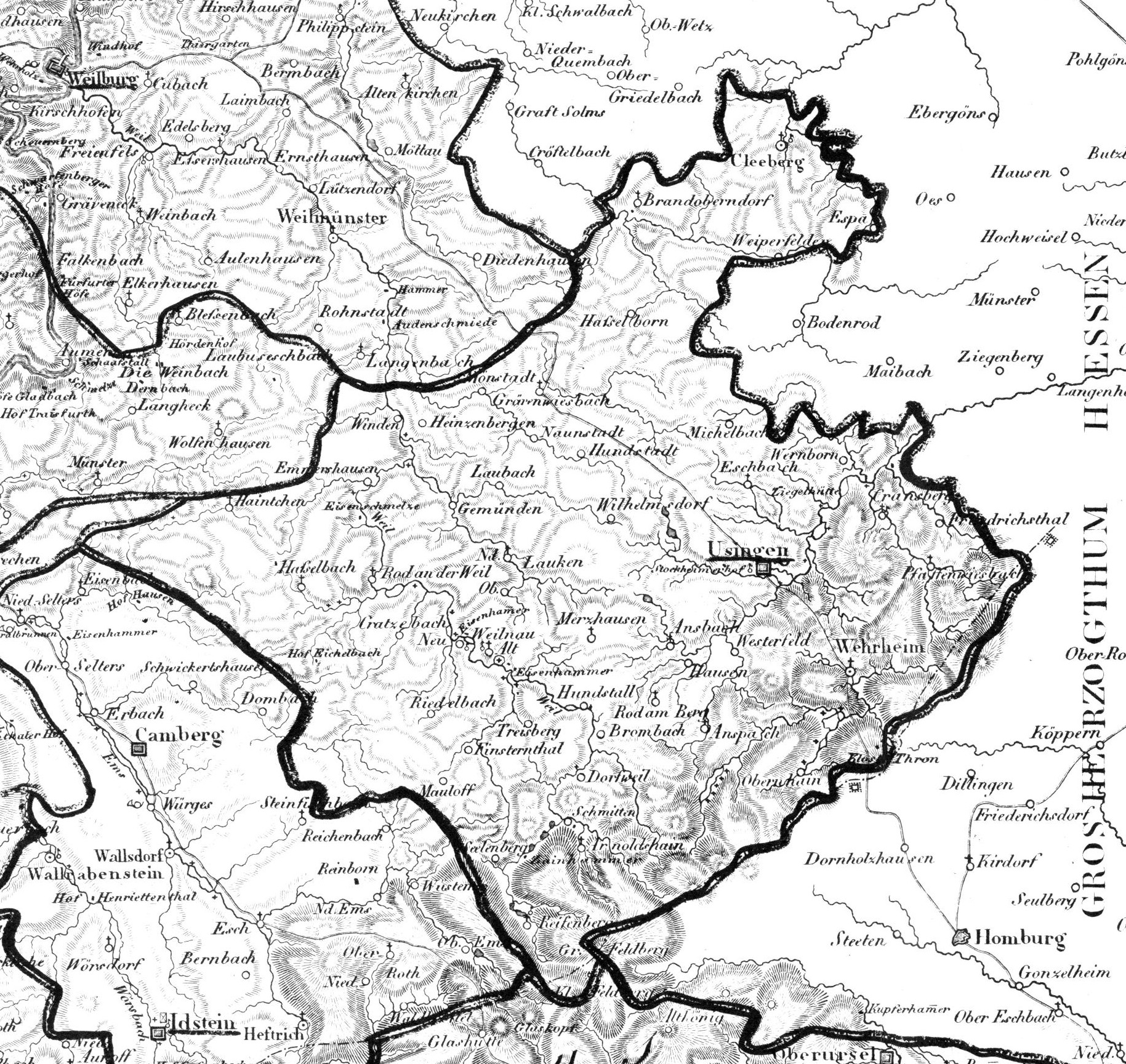
Karte des Amtes Usingen 1828

Das Amt Usingen war ein Nassau-Usingener und herzoglich nassauisches Amt. Amtssitz war Usingen in Hessen.

## Geschichte

### Nassau
Usingen war Residenzstadt von Nassau-Usingen. Das Amt Usingen umfasste die Stadt Usingen und einige Nachbardörfer. 1810 wurde auch das Amt Reifenberg dem Amt Usingen zugeordnet. Im März 1814 wurden das Amt Cleeberg und das Amt Usingen zusammengelegt und bildeten nun das Amt Usingen. Cleeberg hatte zuvor das Amt Wehrheim und das Amt Kransberg aufgenommen.
1820 zählte das Amt 47 Gemeinde-Bezirke, darunter 1 Stadt, 2 Flecken, 46 Dörfer, 71 Höfe und Mühlen. Im Amtsbezirk lebten 4.389 Familien und 16.973 Einwohner. Davon waren 12.266 evangelisch und 4.475 katholisch und 233 Juden.
Im Jahr 1836 wurde das Amt Usingen wie folgt beschrieben:

„Das Amt Usingen hat 125.515 Morgen, wovon 360 auf die Gebäudestellen, 711 auf Gärten, 38.883 auf das Ackerland, 14.706 auf die Wiesen, 2 auf Weiher 63.958 auf die Waldungen, 4.643 auf Dreschland und Waideplätze und 2.252 auf nicht besteuerte Liegenschaften kommen, Die 19.097 Einwohner leben in 4.949 Familien und 3.214 Wohnhäusern. Es sind darunter 13.787 Evangelische 5.066 Katholiken und 244 Juden.
Usingen unter 26° 12' Länge und 50° 20' Breite links am Usbache, ummauerte Stadt mit einem Schlosse, 2 Kirchen, 300 Häusern und 1.840 Einwohnern, die Flanell und Strümpfe liefern.
  Anspach, südwärts von Usingen, großes Dorf mit 1.400 Einwohnern.
  Eschbach, nördlich von Usingen, Dorf mit 720 Einwohnern.
  Hasselbach, Dorf mit 900 Einwohnern.
  Kleeberg oder Cleeberg, anderthalb Meilen nordwärts von Usingen Flecken mit 500 Einwohnern.
  Reifenberg, Dorf mit einem Schlosse und 760 Einwohnern.
  Wehrheim, 1⁄2 Meile südsüdöstlich von Usingen, Flecken mit 1.490 Einwohnern.“

Das Amt hatte sowohl die Aufgabe einer Verwaltungsbehörde als auch die eines erstinstanzlichen Gerichtes. Auf Ebene des Amtes bestand die Amts-Apotheke Usingen.
Nach der Märzrevolution 1848 wurde die Verwaltung neu geordnet. Mit Gesetz vom 4. April 1849 wurden in Nassau Verwaltung und Rechtsprechung auf unterer Ebene getrennt. Die Reform trat zum 1. Juli 1849 in Kraft. Für die Verwaltung wurden 10 Kreisämter gebildet, die Ämter als Justizämter (also Gerichte der ersten Instanz) weitergeführt. Die Verwaltungsaufgaben des Amtes Usingen wurden vom Kreisamt Idstein wahrgenommen, die Rechtsprechung vom Justizamt Usingen. Die Reform wurde jedoch bereits am 1. Oktober 1854 wieder rückgängig gemacht, die Kreise wieder abgeschafft und die vorigen Ämter wiederhergestellt.
Mit der Annexion Nassaus durch Preußen und die Funktion des Gerichtes erster Instanz auf das Amtsgericht Usingen über. Das Amt wurde noch bis 1883 als nachgelagerte Behörde aufrechterhalten und dann aufgelöst.

### Preußen
Mit der Annexion Nassaus durch Preußen werden auch die Ämter in ihrer alten Form aufgelöst und durch Kreise ersetzt. 1866 gingen die Verwaltungsaufgaben des Amtes Usingen auf den neuen Obertaunuskreis über. Erst im Rahmen dieser Neuordnung werden Verwaltung und Rechtsprechung getrennt. Für die Rechtsprechung in erster Instanz, die bisher durch das Amt vorgenommen wurde, wurde, zunächst die richterlichen Beamte in den Ämtern zuständig und zum 1. September 1867 das Amtsgericht Usingen gebildet.
Aber auch nach der Kreisgründung bleibt die bisherige Amtsstruktur erhalten. Die Königliche Verordnung vom 22. Februar 1867 regelte, dass „die Amtsbezirke als engere Verwaltungsbezirke in ihrer bisherigen Begrenzung bestehen“ bleiben. Die ehemaligen Ämter bilden die drei Bezirke des Kreises. Gemäß § 13 der Kreisverfassung entsendeten die Bezirke also die ehemaligen Ämter jeweils sechs Vertreter in den neuen Kreistag. Der Amtmann hatte die Aufsicht über die Ortspolizei und Organ des Landrates.
Mit der Verwaltungsreform von 1885/1886 wurden die Ämter endgültig aufgelöst.

## Herzoglich nassauisch Gräflich Waldbott-Bassenheimsches Amt
Während die Ämter Reifenberg und Kransberg mit der Eingliederung in das Amt Usingen aufgehört hatte, zu bestehen, bestanden auch nach der Mediatisierung teilweise Standesvorrechte der Grafen von Waldbott-Bassenheim fort. Zusätzlich waren die Grafen die größten Grundbesitzer im ehemaligen Amt Reifenberg. Organisatorisch wurden diese Rechte im Herzoglich nassauisch Gräflich Waldbott-Bassenheimschen Amt verwaltet. Räumlich umfasste dieses Amt die ehemaligen Herrschaften Reifenberg und Kransberg.
Während der Märzrevolution 1848 wurden die Standesvorrechte aufgehoben und Graf Hugo Waldbott von Bassenheim verblieben nur noch die zivilrechtlichen Einkünfte aus seinem Grundbesitz. Das Waldbott-Bassenheimschen Amt endete damit.

## Amtsbezirk
Das Amt hatte ab 1820 folgenden Amtsbezirk:
| Ort                 | aus dem bisherigen Amt | Anmerkungen |
| Usingen             | Usingen                |             |
| Wilhelmsdorf        | Usingen                |             |
| Winden              | Usingen                |             |
| Cleeberg            | Cleeberg               |             |
| Brandoberndorf      | Cleeberg               |             |
| Wehrheim            | Wehrheim               |             |
| Anspach             | Wehrheim               |             |
| Obernhain           | Wehrheim               |             |
| Kloster Thron       | Wehrheim               |             |
| Pfaffenwiesbach     | Kransberg              |             |
| Weiperfelden        | Kransberg              |             |
| Wernborn            | Kransberg              |             |
| Kransberg           | Kransberg              |             |
| Friedrichsthal      | Kransberg              |             |
| Reifenberg          | Reifenberg             |             |
| Seelenberg          | Reifenberg             |             |
| Schmitten           | Reifenberg             |             |
| Arnoldshain         | Reifenberg             |             |
| Altweilnau          |                        |             |
| Brombach            |                        |             |
| Dorfweil            |                        |             |
| Emmershausen        |                        |             |
| Eschbach            |                        |             |
| Espa                |                        |             |
| Finsternthal        |                        |             |
| Gemünden            |                        |             |
| Grävenwiesbach      |                        |             |
| Haintchen           |                        |             |
| Hasselbach          |                        |             |
| Hasselborn          |                        |             |
| Hausen und Arnsbach |                        |             |
| Heinzenberg         |                        |             |
| Hundstadt           |                        |             |
| Hundstall           |                        |             |
| Kratzenbach         |                        |             |
| Laubach             |                        |             |
| Mauloff             |                        |             |
| Merzhausen          |                        |             |
| Michelbach          |                        |             |
| Mönstadt            |                        |             |
| Naunstadt           |                        |             |
| Neuweilnau          |                        |             |
| Niederlauken        |                        |             |
| Oberlauken          |                        |             |
| Riedelbach          |                        |             |
| Rod am Berg         |                        |             |
| Treisberg           |                        |             |
| Westerfeld          |                        |             |

## Amtsmänner
- (1735) Johann Christian Lange
- 1783–1803 Anton Johann Ernst Lautz[9]
- Johann Carl Salomon Hergenhahn
- 1807–1812: Hermann Jacob Pagenstecher
- (1814)16–1843: Wilhelm Ferdinand Emminghaus
- 1843–1849: Daniel Spieß
- 1854–1865: Friedrich Philipp Müller
- (1865)1868–1869: August Schmidt
- 1869(1870)–1872: Victor Sittel
- (1871)1872–1878: Cuno Emil Julius Bernhard Karl von Hugo
- (1878–1881): Richard von Doemming[10]
- (1882–1883): Friedrich Georg Freiherr von Wedekind